# Cable d'acer

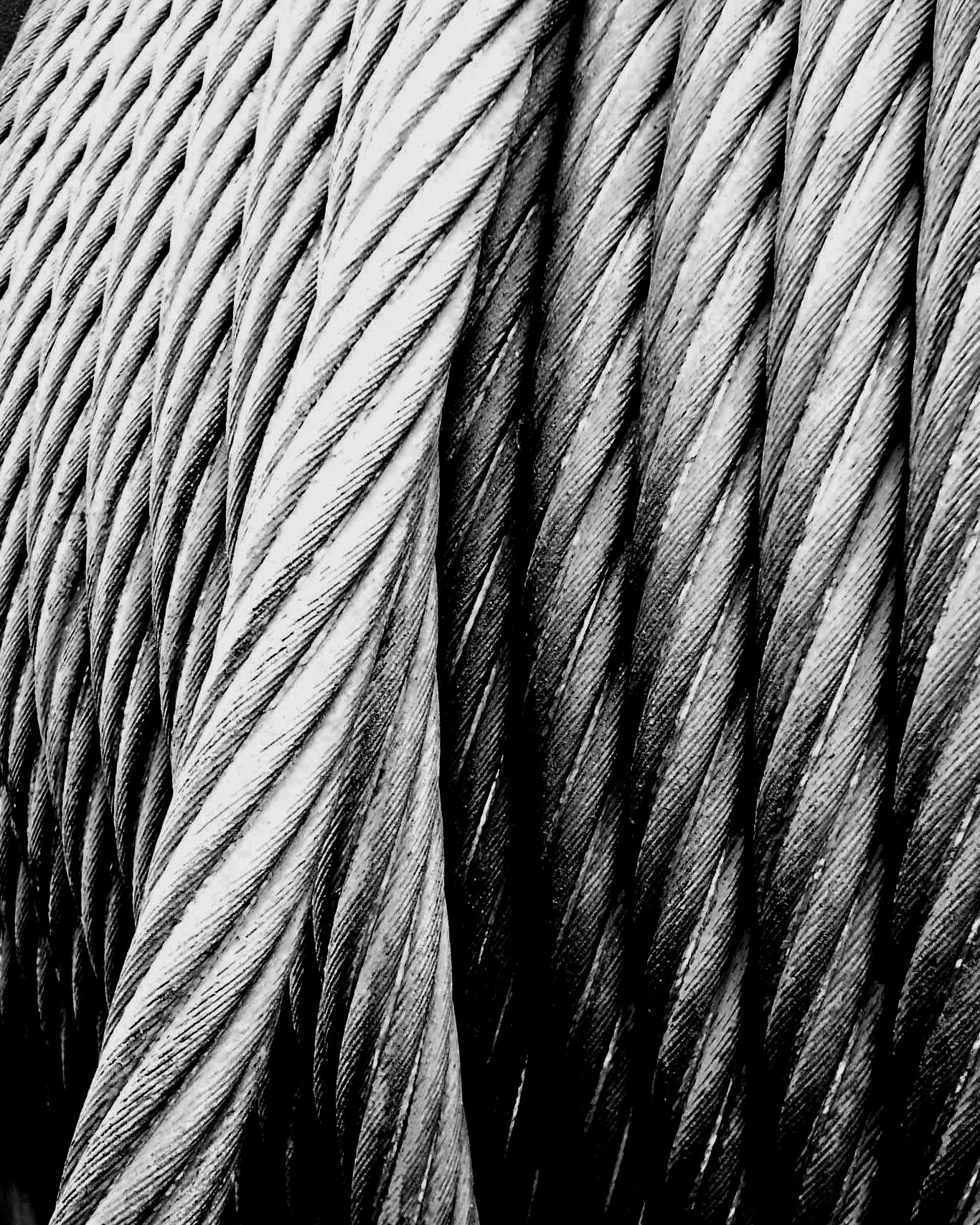
Bobina de cable d'acer trenat

Un cable d'acer és un conjunt de filferros d'acer o fils de ferro que formen un cos únic com a element de treball. Aquests filferros poden estar enrotllats de manera helicoidal en una o més capes, generalment al voltant d'un filferro central, formant els cables espirals. Aquests cables, al seu torn, poden estar enrotllats helicoidalment al voltant d'un nucli o ànima, formant els cables de cordons múltiples. Aquests cables es poden considerar com a elements i també es poden enrotllar helicoidalment sobre una ànima, formant els cables guardines, o bé acoblar un al costat de l'altre, per formar els cables plans.

## Història
El modern cable d'acer va ser inventat per l'enginyer miner alemany Wilhelm Albert els anys compresos entre els anys 1831 i 1834 per a la seva utilització en mineria a les muntanyes Harz a Clausthal, Baixa Saxònia, Alemanya. Va ser acceptat ràpidament perquè es demostrava superior a les cordes fetes de cànem o a les cadenes metàl·liques, com abans.
Les primers cables d'acer de Wilhelm Albert consistien en tres cables formades per quatre fils d'acer cadascun. El 1840, l'escocès Robert Stirling Newall va millorar encara més el procés. A Amèrica, el cable d'acer va ser fabricat per John A. Roebling, a partir del 1841 i va constituir la base del seu èxit en la construcció de ponts de suspensió. Roebling va introduir diverses novetats en el disseny, materials i fabricació del cable d'acer. Basant-se en els desenvolupaments tecnològics en mineria i ferrocarril, Josiah White i Erskine Hazard, principals propietaris de la companyia de navegació i navegació Lehigh (LC&N Co.), tal com van passar amb els primers forns explosius a la vall de Lehigh, van construir una fàbrica de cables d'acer a Mauch Chunk, Pensilvania, el 1848.

## Característiques fonamentals

### Diàmetre
Es considera diàmetre d'un cable a la circumferència circumscrita a la secció d'aquest, expressat en mm (mm). Quan un cable nou entra en servei, els esforços que suporta li produeixen una disminució del diàmetre, acompanyada d'un augment en la seva longitud, a causa de l'assentament dels diferents elements que formen el cable. Aquesta disminució de diàmetre és major com més gran és la proporció de fibra tèxtil que el forma.

### Composició
Combinant la disposició dels filferros i els cordons s'obtenen cables de composicions molt diverses. Els fabricats amb filferros gruixuts resisteixen bé el desgast per fregament, però tenen una gran rigidesa i són poc resistents a la flexió. Els cables compostos per una gran nombre de filferros fins són molt flexibles, però poc resistents al fregament i a la corrosió.

#### Ànimes o nuclis
L'ànima del cable és el suport de grandària i consistència aptes per oferir un suport ferm als cordons, de manera que, fins i tot a la màxima càrrega no arribin a entallar els filferros dels cordons entre si. Generalment, l'ànima dels cables és de fibra tèxtil, però en determinats casos és més indicat utilitzar ànima metàl·lica.

#### Notació
La composició d'un cable ve expressada per una notació composta de tres xifres, per exemple 6x19+1 Seale.
La primera indica el nombre de cordons del cable, la segona el nombre de filferros de cada cordó i la tercera el nombre d'ànimes tèxtils. La paraula Seale indica una disposició especial dels cordons, que veurem en les classes de enrotllaments. Si l'ànima del cable és metàl·lica formada per filferros, se substitueix l'última xifra per una notació entre parèntesis que indica la composició d'aquesta ànima. Per exemple, 6x19+(7x7+0). Quan els cordons o ramals del cable siguin altres cables, se substituirà la segona xifra per la notació que assenyali la seva composició, també entre parèntesis. Per exemple, 6x (6x7+1)+1.

### Enrotllament

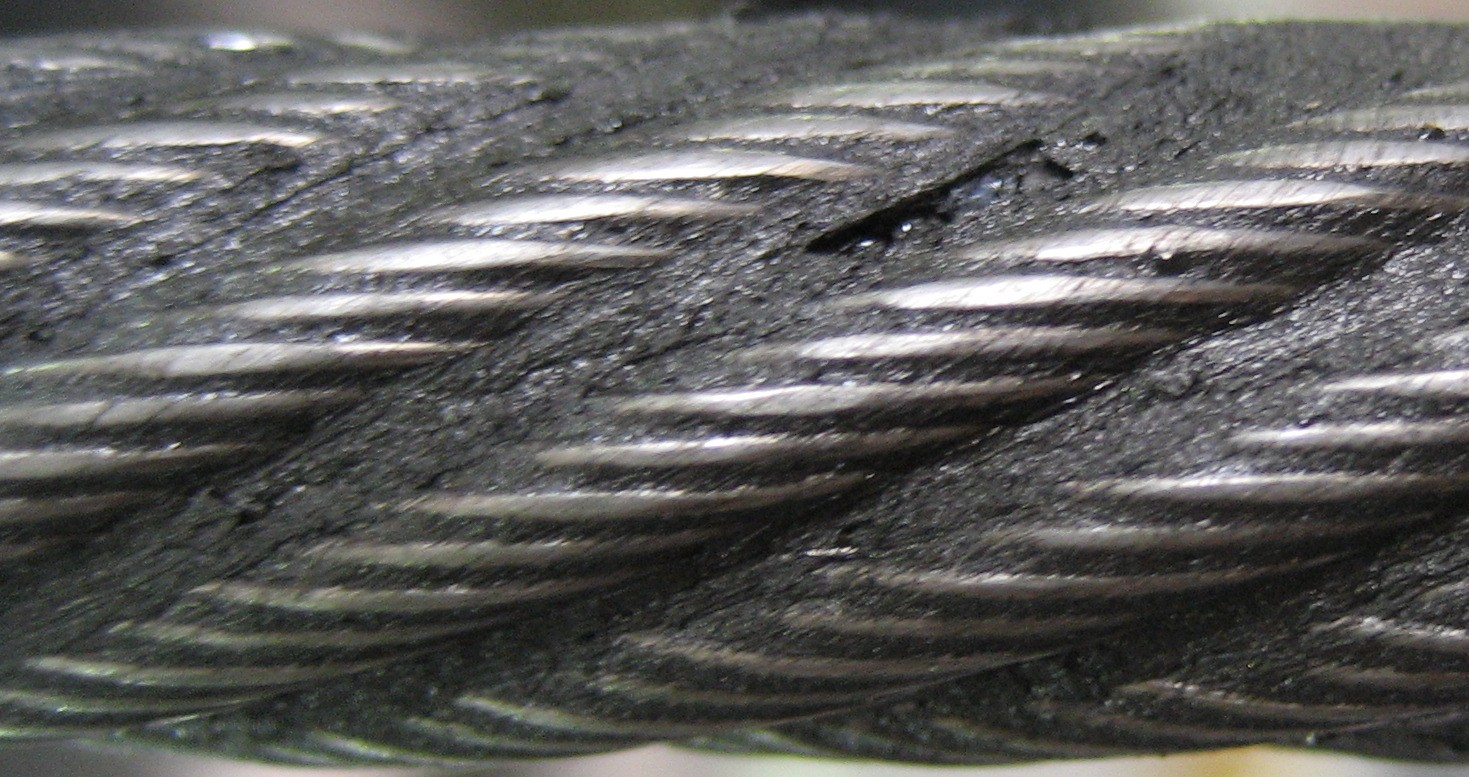
Cable d'acer ordinari (LHOL) enrotllat a esquerres (primer pla)

Els filferros dels cordons estan col·locats en forma d'hèlix al voltant d'un filferro central, formant una o més capes. El pas del cordó és la longitud que abasta una volta completa del filferro al voltant del seu nucli central. Aquesta distància es mesura paral·lelament a l'eix del cordó. En els cables corrents, les diferents capes de filferros que formen els cordons tenen passos diferents. Els cordons, al seu torn estan col·locats en el cable en forma d'hèlix al voltant de l'ànima. El pas d'hèlix que descriu un cordó és el pas del cable.

#### Classes de enrotllament

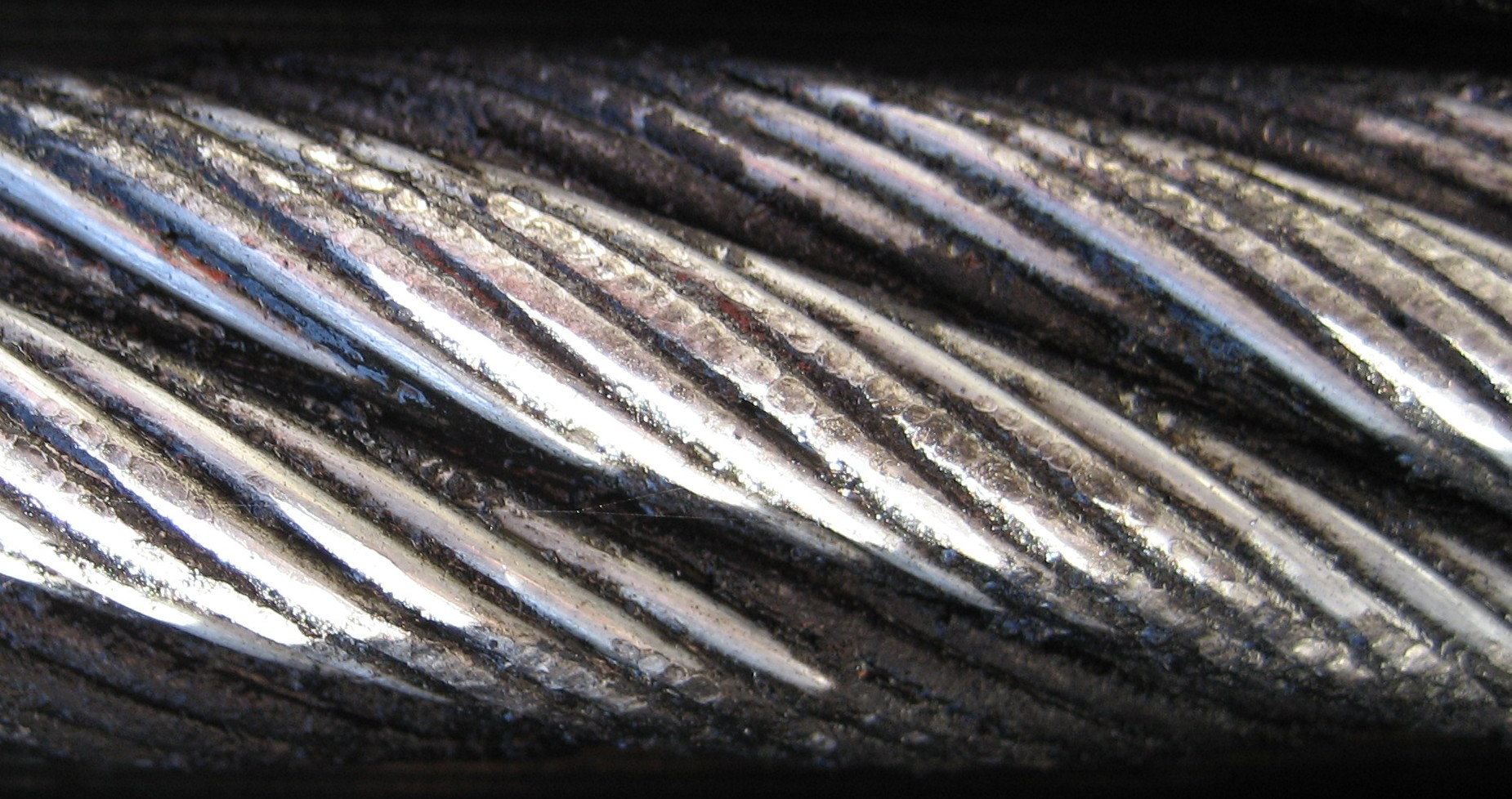
Cable d'acer (RHLL) enrotllat a dretes (primer pla)

Considerant els sentits de enrotllament dels filferros en el cordó, i dels cordons en el cable, es poden distingir:
- Enrotllament creuat o corrent és aquell en què els cordons estan enrotllats en sentit contrari al dels filferros que els formen.
- Enrotllament Lang, els filferros en el cordó i els cordons en el cable estan enrotllats en el mateix sentit.
- Enrotllament alternat, amb cordons que estan alternativament enrotllats en el mateix sentit que el cable i en sentit contrari.

A més aquests tres grups poden estar enrotllats a dretes o a esquerres.

### Preformat
En el procés de fabricació dels cables corrents, els filferros adopten la forma d'hèlix i ocupen les seves posicions respectives gràcies a una deformació elàstica, que origina unes tensions internes en aquests filferros. Per causa d'aquestes tensions internes, en suprimir les lligades, o en trencar un filferro, els extrems tendeixen a recuperar la seva forma recta primitiva.
En els cables preformats, tant els filferros com els cordons sofreixen durant el procés de fabricació una deformació permanent, adoptant la forma d'hèlix d'acord ja amb la posició que hauran d'ocupar en el cable. En suprimir la deformació elàstica s'eliminen les tensions internes existents en els filferros dels cables no preformats i que contribueixen al trencament d'aquests filferros per fatiga.
Els principals avantatges dels cables preformats són:
- Major flexibilitat, ja que en corbar no se sumaran les tensions internes de fabricació a l'esforç de flexió a causa del enrotllament en corrioles i tambors. Això equival per tant a una reducció dels esforços de flexió.
- Evita efectes de tall, al no embullar-les puntes de filferro que es trenquen per fatiga, no queden aquestes agafades entre el cable i les goles de les corrioles, evitant-se així que tallin altres filferros.
- Major durada, conseqüència dels dos avantatges anteriors.
- Fàcil maneig. En tallar un cable preformat els cordons i filferros romanen en el seu lloc en no tenir tendència a desenrotllar-se formant coques.
- Facilita l'ús de l'enrotllament Lang, en reduir els inconvenients més propis d'aquest enrotllament, fa possible adaptar en major nombre d'aplicacions.

### Material
El filferro de trefilatge que s'utilitza per a la fabricació de cables s'obté partint d'acer Martin Siemens o d'acer al forn elèctric. seu contingut en carboni varia generalment del 0,3% al 0,8% obtenint-dins d'aquesta gamma els acers dolços, semidurs i durs. L'índex de puresa pot variar segons les característiques requerides, no obstant això aquests tipus d'acer no poden contenir més d'un 0,04% de fòsfor i un 0,04% de sofre.

## Tipus de cables
Els cables també es poden classificar segons la seva estructura i característiques més destacades en els següents grups
- Cables espirals
- Cables normals
- Cables d'igual pas
- Cables de cordons triangulars
- Cables giratoris
- Cables múltiples
- Cables plans
- Cables semi-tancats i tancats